# Na koniec noża
Na koniec noża – stosowana w farmacji jednostka objętości, równa około połowie łyżeczki do herbaty – czyli 2,5 ml